# Slåtthornets naturreservat
Slåtthornets naturreservat är ett naturreservat i Östersunds kommun som ligger Cirka 4,5 kilometer sydost om Brunflo samhälle och 350 meter nordväst om Slåtte by. Naturreservatets syfte är att bevara ett stycke kalkbarrskog så att det kan utvecklas mot ett urskogsliknande tillstånd. Särskilt ska kalkgynnade kärlväxter och marksvampar
gynnas, liksom även vedlevande kryptogamer och insekter. Dessutom skall stående och liggande död ved finnas kvar i naturreservatet.

## Skog
Skogen i naturreservatet har varit utmarker till Haxäng. Genom skogen finns gamla stigar, vägar och gärdsgårdar som vittnar om att skogen har använts som skogsbete. Skogen består av barblandskog med gran och tall. Beståndsåldern på skogen är omkring 100 år. Vissa tallar är däremot 200 år gamla. Området består av 29 % tall och 69 % gran samt 2 % lövträd.

## Växtlighet
Inom området växer det bland annat orkidéer samt svampar som är typiska för kalkrik mark. Några av dessa växter och svampar är:
- Tibast (Daphne mezereum)

Tibast är en lövfällande buske som blir 1,5 meter hög. Bladen är mjuka, 3–8 centimeter långa och 1–2 centimeter breda. Den blommar tidigt på våren på bar kvist. Blommorna är rosa eller ljuslila, i sällsynta fall vita (underart alba), 10–15 millimeter i diameter och har stark, behaglig doft. Frukten är ett klarrött bär som är 7–12 millimeter i diameter.
- Finbräken (Cystopteris montana)

Växten tillhör Ormbunksväxterna (Pteridophyta) som är en division växter som har både inre stöd och kärlsträngar. Genom den ökade stabiliteten och möjligheten till vattentransport, kan dessa växter bli stora. Kärlsträngarna är också en förutsättning för utveckling av äkta blad. Från karbontiden (350 miljoner år fn) och under 100 miljoner år dominerade de växtlivet på land. [1] Fortplantningen kräver närvaro av vatten.
- Underviol (Viola mirabilis)

Den tillhör Violväxterna (Violaceae) som är en växtfamilj med 21 släkten och omkring 800 arter. De allra flesta är örter, buskar eller lianer. Violväxterna finns över hela världen och i nästan alla klimat. I Sverige finns endast arter i violsläktet (Viola) vildväxande.
- Guckusko (Cypripedium calceolus)

Guckuskon är genom sin stora och säregna blomma en av de märkligaste i Sveriges flora. Den tillåter till exempel att små bin kan krypa ut ur blomman men större insekter fastnar och dör inuti den.
- Trolldruva (Actaea spicata)

Det är en art i familjen ranunkelväxter och förekommer naturligt i Europa och norra Asien. Den är utbredd över hela Norden, men växer inte högt uppe på fjällen. Arten trivs endast i mycket skuggrika lundar och snår med god mylla.
- Kransrams (Polygonatum verticillatum)

Kransrams är en mångformig, kal, flerårig ört som vanligen blir 40–80 cm hög. Jordstammen är vanligen trind och har korta förgreningar. Stjälken är upprätt och ofta mörkt rödprickig nedtill. Bladen är långsmala till brett lansettlika och sitter 3-7 kransställda, de blir 6–10×0,5–3 cm. Blommorna är grönvita, blekt gula eller purpur och sitter vanligen två och två tillsammans i bladvecken, ibland dock ensamma eller upp till fyra stycken. Frukten är ett orange till rött eller blågrönt bär. Arten blommar mitt i sommaren.

## Svampar
- Typiska svampar för den kalkrika marken är bland annat:
- Klubbspindling (Cortinarius varius)
- Odörspindling (Cortinarius mussivius)
- Kryddspindling (Cortinarius percomis)
- Strimspindling ( Cortinarius glaucopus)
- Rödlistade svampar inom området är bland annat:
- Jämtlandsspindling (Cortinarius pini)
- Streckvaxskivling (Hygrophorus atramentosus)
- Lammticka (Albatrellus subrubescens)
- Gultoppig fingersvamp (Ramaria testaceoflava / Ramaria karstenii)